# My Name Is My Name
My Name Is My Name (с англ. — «Моё имя это моё имя») — дебютный студийный альбом американского рэпера Pusha T, выпущенный на лейблах GOOD Music и Def Jam 7 октября 2013 года. Среди продюсеров альбома были Канье Уэст, Фаррелл Уильямс, The-Dream, Hudson Mohawke, Swizz Beatz и Nottz. С альбома было выпущено пять синглов: совместный с Future «Pain», «Numbers on the Boards», совместный с Крисом Брауном «Sweet Serenade», совместный с Келли Роуленд «Let Me Love You» и «Nosetalgia», исполненный совместно с Кендриком Ламаром.
My Name Is My Name получил положительные отзывы музыкальных критиков и был включён многими изданиями в их списки лучших альбомов 2013 года. Он также стал коммерчески успешным, дебютировав на четвёртой строчке чарта Billboard 200. По состоянию на ноябрь 2015 года в США было продано более 182 000 экземпляров альбома.

## Предыстория
В 2000-х Терренс «Pusha T» Торнтон был известен как участник дуэта Clipse, вместе со своим старшим братом Джином «Malice» Торнтоном-младшим. В 2009 году менеджер группы был осуждён на 32 года за торговлю наркотиками. После этого Malice сменил свой псевдоним на No Malice, прекратил участие в группе и заинтересовался религией. Начав сольную карьеру, в 2010 году Pusha T был подписан на лейбл GOOD Music. В марте 2011 года он выпустил первый сольный микстейп, Fear of God. В ноябре он выпустил продолжение, EP Fear of God II: Let Us Pray. После этого он начал работу над своим дебютным студийным альбомом. Изначально он должен был выйти в 2012 году, однако релиз был перенесён на 2013 год из-за участия в записи совместного альбома лейбла, Cruel Summer.

## Создание
В июле 2012 года, в интервью MTV, Pusha T рассказал, что альбом создаётся под влиянием фильма «Адвокат дьявола»:

Альбом основан на фильме «Адвокат дьявола». Не тематикой, а общей атмосферой. «Адвокат дьявола» — очень мрачный фильм, но, в то же время, он прекрасен визуально. Альбом основан на этом, потому что я рассказываю о суровых реалиях уличной жизни, которые вместе с тем привносят блеск и гламур. На первый взгляд вам может показаться, что я «восхваляю [уличную жизнь]», но если вы вслушаетесь в альбом, то поймёте, что тут обе стороны медали.
Оригинальный текст (англ.)This album was based off the movie 'Devil’s Advocate.' Not theme-wise at all, but just in the feel of the album. 'Devil’s Advocate' is a very dark movie, but at the same time, visually, it’s beautiful. The album is based off of that because I speak about the harsh realities of street life but there’s a lot of glitz and glamour that comes along with that. If you just look at it at face value, you might think, 'It sounds a bit like he’s glorifying [street life],' but when you get tuned into the record, you realize that you get both sides of it.

В октябре 2012 года, в интервью сайту Hip-Hop Wired, рэпер объявил продюсеров, работавших над альбомом, и заявил, что альбом «будет хип-хопом в своём лучшем виде». В ноябре он объявил название альбома — My Name Is My Name. Оно является фразой персонажа Марло Стэнфилда из сериала «Прослушка», с помощью которой он заявил, что за его именем стоит его репутация на улицах. Джейми Гектор, актёр, сыгравший данную роль, отметил название альбома, поблагодарив рэпера:

Если бы IBM или Apple не знали, что [названия их компаний] смешали с грязью, то они бы были очень недовольны своими работниками узнав об этом, поскольку твоё имя — это всё. Имя имеет своё влияние и именно это привнесло напряжённость в ту сцену. <…> Когда я узнал, что он назвал альбом именно так, я подумал: «Всё верно, братан. Pusha T это твоё имя и все будут помнить тебя именно так, поэтому ты должен нести этот груз». Я благодарен ему за это.
Оригинальный текст (англ.)If IBM or Apple or any major corporation did not know that their name was being dragged through the mud, they would be pissed off with their employees when they found out, because your name is everything. It holds its weight and that’s what brought the intensity for me to do that scene. <…> When I heard that he named the album that, I was like ‘It’s true, bruh. Pusha T is your name and that’s what everybody is going to remember, so you have to carry that weight.’ I appreciated it.

Выход альбома был запланирован на начало 2013 года. В феврале 2013 года Pusha T отправился в Париж, где они с Канье Уэстом продолжили работу над альбомом. По словам Pusha T, там была создана «очень, очень мрачная часть альбома». В марте рэпер объявил, что альбом будет включать в себя 13 композиций, из которых уже были готовы 11. Релиз был запланирован на 16 июля, но Уэст представил ему новые инструменталы, после чего релиз был перенесён. В августе Pusha T объявил в интервью MTV, что альбом выйдет 8 октября 2013 года, что работа над ним уже окончена и что он не контролирует дату релиза. «Но это всё не важно, поскольку мой товар не портится», — добавил рэпер.

## Выход
В феврале 2013 года, в преддверии выхода альбома, Pusha T выпустил микстейп Wrath of Caine. В апреле рэпер отправился в совместный с рэпером Fabolous концертный тур The Life is So Exciting Tour. Незадолго до выхода альбома, 21 сентября 2013 года, Pusha T представил отрывки композиций альбома. My Name Is My Name был выпущен 7 октября 2013 года. Он дебютировал на четвёртой позиции чарта Billboard 200, за первую неделю в США было продано около 74 000 экземпляров альбома. На второй неделе он переместился на 14-ю строчку чарта, за неделю было продано ещё 19 000 экземпляров. На третьей неделе было продано 10 000 экземпляров, альбом упал на 26-ю строчку чарта. По состоянию на ноябрь 2015 года в США было продано 182 000 экземпляров альбома. Альбом также попал в мировые чарты, заняв 56-ю строчку в британском альбомном чарте, 36-ю — в датском Tracklisten и 98-ю — в швейцарском Schweizer Hitparade.

### Обложки
Для My Name Is My Name было создано две обложки. Обе обложки, созданные креативным агентством Канье Уэста DONDA, были представлены 30 августа 2013 года. На первой, основной обложке, изображён большой штрихкод в формате UPC-A на белом фоне. В интервью The Fader Pusha T рассказал, что источником вдохновения для них стали различные чёрно-белые фотографии. Они пришли к идее использования отпечатков пальцев, после чего придумали использовать изображение штрихкода в качестве обложки, а позже пошли дальше, использовав действующий штрихкод, который можно отсканировать. По мнению журнала Spin, подобная обложка «подразумевает, что рэп-альбом — это „продукт“, что особо символично, поскольку Pusha T известен как торгующий кокаином капиталист». Complex поместил данную обложку в список 30 лучших обложек 2013 года, отметив: «Отпечаток пальца, который раньше был связан с вашим телом, теперь можно записать в виде числа. Но ваше имя в любом случае останется вашим». Вторая обложка используется для цензурированной, «чистой» версии альбома. На ней изображено лицо смотрящего вверх Pusha T с надетым снэпбэком. Данная обложка также была выполнена в чёрно-белых тонах.

### Синглы
С альбома My Name Is My Name было выпущено пять синглов. Первым из них стала композиция «Pain», исполненная совместно с Future. Данный сингл был выпущен 9 октября 2012 года. Также был выпущен сингл «Millions», который должен был попасть на альбом, но в итоге не попал на него.
Вторым синглом стала композиция «Numbers on the Boards». Она была представлена 29 апреля 2013 года. Rolling Stone поставил ей оценку 4 из 5, назвав её «близким к идеалу хип-хопом без чуши». 9 мая был выпущен клип, снятый в Париже. На следующий день композиция была выпущена в качестве второго сингла.
Третьим синглом стал «Sweet Serenade», исполненный совместно с Крисом Брауном. Композиция была представлена 29 августа 2013 года. В качестве сингла она была выпущена 4 сентября. 7 октября был выпущен клип на неё.
Четвёртым синглом стал «Let Me Love You», исполненный совместно с Келли Роуленд и выпущенный 12 ноября 2013 года в качестве промосингла на радио.
Пятым и последним синглом стала совместная с Кендриком Ламаром композиция «Nosetalgia». Она была представлена 16 сентября 2013 года. Композиция, продюсером которой стал Nottz, рассказывает о том, как кокаин повлиял на жизнь обоих рэперов. 3 октября был представлен клип, снятый в Комптоне, в районе, где вырос Кендрик Ламар. 3 февраля 2014 года «Nosetalgia» была выпущена в качестве сингла в Великобритании, став пятым синглом с альбома.

## Критика
| Совокупная оценка    | Совокупная оценка |
| Источник             | Оценка            |
| -------------------- | ----------------- |
| Metacritic           | 81/100            |
| Оценки критиков      |                   |
| Источник             | Оценка            |
| AllMusic             | [ 51 ]            |
| Clash                | 8/10              |
| Consequence of Sound | B                 |
| Entertainment Weekly | A-                |
| Exclaim!             | 9/10              |
| Fact                 | 3.5/5             |
| The Guardian         | [ 57 ]            |
| HipHopDX             | 3.5/5             |
| Los Angeles Times    | [ 59 ]            |
| NME                  | 8/10              |
| Paste                | 9.1/10            |
| Pitchfork            | 8.0/10            |
| PopMatters           | [ 36 ]            |
| RapReviews.com       | 8/10              |
| Rolling Stone        | [ 64 ]            |
| Slant Magazine       | [ 65 ]            |
| The Source           | [ 66 ]            |
| Spin                 | 7/10              |
| The Wire             | 5/10              |
| XXL                  | XL                |

My Name Is My Name получил положительные оценки критиков. Средняя оценка на агрегаторе рецензий Metacritic, на основе 27 рецензий, составила 81 из 100. AllMusic поставил альбому оценку 4,5 из 5, назвав его «жёстким, рычащим альбомом» и «удивительной и важной дебютной сольной работой». Clash поставил оценку 8 из 10, назвав его «бесспорно одним из лучших рэп-альбомов года», а самого рэпера — «одним из самых стабильных рэперов» и отметив, что «сильные стороны [альбома] перевешивают его незначительные недостатки». Consequence of Sound поставил альбому оценку «B» («хорошо»), назвав Pusha T «многомерным рэпером», однако негативно отозвался о составе приглашённых музыкантов, назвав его «спорным» и заявив что альбом «захвачен R&B-певцами». Exclaim! поставил альбому оценку 9 из 10, назвав его «заманчивым продуктом», в состав которого вошли «лирический тезаурус кокаинового сленга, грандиозные истории о торговле наркотиками и высококалиберный продакшн», но также отметил слишком большое количество совместных композиций. Fact поставил альбому 3,5 из 5, заявив, что рэпер «особо не рассказывает ни про прошлое, ни про настоящее, ни про будущее», однако назвав композиции «Pain» и «Nosetalgia» в числе положительных сторон альбома. The Guardian поставил альбому оценку 4 из 5, заявив что на данном альбоме Pusha T «незаметно превращается в готового к попаданию в чарты уличного барда». HipHopDX поставил альбому оценку 3,5 из 5, отметив, что положительные моменты альбома «неустойчивы и раздроблены неудачным продакшном в целом».
Los Angeles Times поставил оценку 3 из 4, заявив, что альбом «жёсток и минимален» и «наполнен трещащими от бравады инструменталами-произведениями искусства». Газета также отметила читку рэпера, заявив, что он использует различные стили, «не мимикрируя [под других рэперов], а выражая уважение большой истории [музыки] позади него». Paste поставил оценку 9,1 из 10, отметив текст песен, строки из которых, по мнению автора рецензии, «свирепы как лев, почуявший свежую кровь», а также музыкальную составляющую альбома, назвав его «позолоченным бум-бэп-продакшном», а сами инструменталы — «грубыми и простыми, покрытыми тонким слоем роскоши». Pitchfork поставил оценку 8 из 10, заявив, что «My Name Is My Name — первый релиз [рэпера], привносящий ту радость, изначально вызванную [подписанием им контракта с GOOD Music]» и что Pusha T смог объединить «лирические умения и невозмутимую крутость» ранних работ с «бездонной угрозой» своего нового материала. PopMatters поставил альбому оценку 8 из 10, объявив, что «слушатель либо полюбит, либо возненавидит данный альбом». «Его немного трудно понять с первого прослушивания, особенно учитывая ту шумиху, поднятую вокруг его релиза. Но слушая его несколько раз и осматривая, так сказать, продукт внимательнее, становится понятно, что рекламировали его не зря», — пишет автор рецензии. Сайт RapReviews.com, поставив оценку 8 из 10, также отметил, что альбом нужно прослушать несколько раз, и назвал середину альбома в качестве отрицательных сторон. Rolling Stone поставил оценку 3 из 5, заявив, что «он по-прежнему остроумный, жестокий рэпер, способный разорвать уличные треки вроде „Nosetalgia“ и „Numbers on the Board“, не повышая голоса». Slant Magazine поставил оценку 3 из 5, назвав в качестве недостатка отсутствие новых идей: «в постоянно меняющемся ландшафте хип-хопа, где акцент на суровость улиц невероятно устарел, [Pusha T демонстрирует] на своём дебютном сольном альбоме всё те же старые истории о крутом парне и преступности». The Source поставил оценку 4,5 из 5, отметив, что на данном альбоме «Pusha T представляет свои самые остроумные строки». Spin поставил оценку 7 из 10 и назвал альбом «апокалиптическим хип-хопом», заявив, что на альбоме присутствует ряд деталей, которые конфликтуют с рэпером, и что он мог «мог сделать гораздо хуже, но мог бы сделать и лучше». The Wire поставил оценку 5 из 10, назвав в качестве недостатков середину альбома, «раздутую» «драматичными» R&B-композициями. XXL поставил оценку «XL» (четвёртая оценка по шкале из пяти), отметив, что Pusha T «добился многого, создав альбом, в основе которого лежит большая идея, но который при этом не уходит от давних традиций хип-хопа, ставя во главу угла лирику».

### Награды
В конце 2013 года ряд изданий назвали My Name Is My Name лучшим альбомом года. Rolling Stone поместил альбом на 33-е место в списке 50 лучших альбомов года, назвав его «острейшим хитом уличной философии» и «лирическим компаньоном Yeezus». В своём списке 50 лучших альбомов года Complex поместил его на третье место, отметив, что каждая композиция «является фоном для следующей». Entertainment Weekly поместил альбом на восьмое место в списке десяти лучших альбомов года. The Source назвал My Name Is My Name лучшим альбомом года. «Остальные 24 альбома были неплохими, некоторые из них были отличными, но ни один из них не попал в точку, как это сделал Pusha. My Name Is My Name звучит как лучшие части всех трёх альбомом Clipse, вырезанные по слоям, чтобы показать только элементы, необходимые [рэперу]. Добавьте туда продакшн от Канье Уэста и способность мистера Торнтона исполнить любую роль <…> — вам лучше придумать хорошие аргументы, почему данный альбом не номер один», — пишет журнал. Exclaim! поместил альбом на второе место в списке десяти лучших альбомов года, назвав рэпера «харизматичным кокаиновым ковбоем». XXL поместил альбом на четвёртое место в списке 25 лучших альбомов года. «За 46 минут Push смог добиться лучшего куплета от Рик Росса за этот год на „Hold On“, заставил Кендрика Ламара стать тёмным и мрачным на „Nosetalgia“ и даже смог зачитать на бит, который, казалось бы, не создан для хип-хопа на „King Push“. И всё это сохраняя высочайший уровень лирики», — пишет журнал.
Spin поместил его на 46-ю позицию в списке 50 лучших альбомов года, отметив, что Pusha T находится «в своей боевой форме». NME поместил альбом на 48-ю строчку в списке 50 лучших альбомов года, назвав его общую атмосферу «грязной, но триумфальной». В списке 50 лучших альбомов года от Paste альбом занял 34-ю строчку. Consequence of Sound поместил его на 44-ю строчку в списке 50 лучших альбомов года, отметив, что «среди своих современников Pusha T уникален». PopMatters поместил его на третью строчку в списке 10 лучших хип-хоп-альбомов года, заявив: «Особое внимание, уделённое лирике, создаёт ощущение старой школы, в то время как усложнение современными [деталями] делает альбом свежим. <…> My Name Is My Name — бесспорно одно из самых впечатляющих проявлений лиризма в этом году, содержащее лучшие куплеты 2013 года, в которых Pusha показывает свою разносторонность».

## Список композиций
| №                   | Название                                                  | Автор(ы) | Продюсер(ы)                         | Длительность |
| ------------------- | --------------------------------------------------------- | --- | ----------------------------------- | ------------ |
| 1.                  | «King Push»                                               | Терренс Торнтон, Канье Уэст, Себастьян Сартор, Кен Льюис, Брент Колатало | Канье Уэст, Себастьян Сартор        | 2:52         |
| 2.                  | «Numbers on the Boards»                                   | Торнтон, Дональд Кэннон, Чарльз Нджапа, Банни Сиглер, Уэст, Шон Картер, Кристофер Мартин, Энтони Кинг, Джон Мэттьюс                                                                    | Дон Кэннон, Канье Уэст, 88-Keys     | 2:43         |
| 3.                  | «Sweet Serenade» (совместно с Крисом Брауном)             | Торнтон, Кристофер Браун, Уэст, Кассим Дин | Swizz Beatz, Канье Уэст             | 3:39         |
| 4.                  | «Hold On» (совместно с Rick Ross)                         | Торнтон, Уэст, Уильям Робертс второй, Росс Бирчард, Майкл Хоукинс, Дженис Хатсон, Лерой Хатсон, Джо Ривз, У. Норман, Хал Ритсон, Ричард Эдлам                                          | Канье Уэст, Hudson Mohawke          | 4:45         |
| 5.                  | «Suicide» (совместно с Ab-Liva)                           | Торнтон, Реннард Ист, Фаррелл Уильямс | Фаррелл Уильямс                     | 3:42         |
| 6.                  | «40 Acres» (совместно с The-Dream)                        | Торнтон, Рикардо Ламарр, Териус Нэш | Rico Beats, The-Dream               | 4:42         |
| 7.                  | «No Regrets» (совместно с Young Jeezy и Кевином Коссомом) | Торнтон, Бобби «Beewirks» Йева, Кевин Коссом, Бирчард, Джей Дженкинс | Hudson Mohawke, Beewirks            | 4:48         |
| 8.                  | «Let Me Love You» (совместно с Келли Роуленд)             | Торнтон, Нэш, Джон Гласс, Джепп Тайбо, Ник Джонсен | The-Dream, Гласс Джон               | 3:43         |
| 9.                  | «Who I Am» (совместно с 2 Chainz и Big Sean)              | Торнтон, Уэст, Эммануэль «DJ Mano» Никерсон, Таухид Эппс, Шон Андерсон, Рени Скроггинс, Квеси Сей                                                                                      | Канье Уэст, DJ Mano                 | 3:41         |
| 10.                 | «Nosetalgia» (совместно с Кендриком Ламаром)              | Торнтон, Уэст, Доминик Ламб, Энтони «The Twilite Tone» Хан, Кендрик Дакворт, Скотт Стерлинг, Лоренс Паркер, Гомер Бэнкс, Карл Хэмптон, Реймонд Джексон, Тревор Хорн, Малкольм Макларен | Канье Уэст, Nottz, The Twilite Tone | 3:36         |
| 11.                 | «Pain» (совместно с Future)                               | Торнтон, Уэст, Нейведиус Уилберн, Лакшмикант-Пьярелал, Ананд Бакши | Канье Уэст, No I.D.                 | 4:11         |
| 12.                 | «S.N.I.T.C.H.» (совместно с Фарреллом Уильямсом)          | Торнтон, Уильямс | Фаррелл Уильямс                     | 4:03         |
| Общая длительность: | Общая длительность:                                       | Общая длительность: | Общая длительность:                 | 46:25        |

## Чарты
| Чарт (2013)            | Высшая позиция |
| ---------------------- | -------------- |
| Ultratop — Валлония    | 159            |
| Ultratop — Фландрия    | 120            |
| UK Albums Chart        | 56             |
| UK R&B Chart           | 6              |
| Tracklisten            | 36             |
| Billboard 200          | 4              |
| Top R&B/Hip-Hop Albums | 2              |
| SNEP                   | 197            |
| Schweizer Hitparade    | 98             |

| Чарт (2013)            | Позиция |
| ---------------------- | ------- |
| Top R&B/Hip-Hop Albums | 49      |